# Чорноморська сільська рада (Голопристанський район)
Чорномо́рська сільська́ ра́да — адміністративно-територіальна одиниця та орган місцевого самоврядування в Голопристанському районі Херсонської області. Адміністративний центр — селище Чорноморське.

## Загальні відомості
- Територія ради: 1,97 км²
- Населення ради: 1 604 особи (станом на 2001 рік)

## Населені пункти
Сільській раді підпорядковані населені пункти:
- с-ще Чорноморське
- с. Лиманівка
- с. Суворовка
- с. Чорноморські Криниці

## Склад ради
Рада складається з 16 депутатів та голови.
- Голова ради: Засіченко Людмила Василівна
- Секретар ради: Овчіннікова Катерина Олександрівна

### Керівний склад попередніх скликань
| Прізвище, ім'я, по батькові | Основні відомості                                                 | Дата обрання | Дата звільнення |
| --------------------------- | ----------------------------------------------------------------- | ------------ | --------------- |
| Засіченко Людмила Василівна | Сільський голова, 1962 року народження, освіта вища, позапартійна | 26.03.2006   | 31.10.2010      |
| Засіченко Людмила Василівна | Сільський голова, 1962 року народження, освіта вища, позапартійна | 31.10.2010   |                 |

Примітка: таблиця складена за даними сайту Верховної Ради України

### Депутати
За результатами місцевих виборів 2010 року депутатами ради стали:

#### За суб'єктами висування
| Суб'єкт висування | Кількість обраних депутатів | %    |
| ----------------- | --------------------------- | ---- |
| Самовисування     | 8                           | 50   |
| Партія регіонів   | 5                           | 31,3 |
| Народна партія    | 3                           | 18,8 |

#### За округами
| № округу        | Прізвище, ім'я, по батькові        | Дата визнання обраним | Освіта             | Партійна приналежність | Відомості про обраного депутата                                  |
| --------------- | ---------------------------------- | --------------------- | ------------------ | ---------------------- | ---------------------------------------------------------------- |
| Народна Партія  |                                    |                       |                    |                        |                                                                  |
| 3               | Кравець Катерина Іванівна          | 04.11.2010            | середня            | позапартійна           | тимчасово не працює                                              |
| 7               | Пасів Ольга Олександрівна          | 04.11.2010            | середня спеціальна | позапартійна           | Чорноморський дошкільний навчальний заклад, завідувачка          |
| 14              | Мазко Віктор Степанович            | 04.11.2010            | середня            | член Народної партії   | фермерське господарство «Сіріус», голова                         |
| Партія регіонів |                                    |                       |                    |                        |                                                                  |
| 9               | Резніченко Анжела Вікторівна       | 04.11.2010            | середня спеціальна | член Партії регіонів   | Чорноморська загальноосвітня школа, медсестра                    |
| 10              | Твардовська Галина Мирославівна    | 04.11.2010            | середня спеціальна | член Партії регіонів   | ПП «Брага», продавець                                            |
| 12              | Токарук Галина Анатоліївна         | 04.11.2010            | середня            | член Партії регіонів   | тимчасово не працює                                              |
| 15              | Мазко Олександр Степанович         | 04.11.2010            | середня спеціальна | член Партії регіонів   | Будинок культури, завідувач                                      |
| 16              | Братусь Галина Василівна           | 04.11.2010            | вища               | член Партії регіонів   | Лиманівська загальноосвітня школа, вчитель                       |
| Самовисування   |                                    |                       |                    |                        |                                                                  |
| 1               | Овчинніков Олександр Петрович      | 04.11.2010            | вища               | позапартійний          | Чорноморська сільська рада, інспектор пункту правопорядку        |
| 2               | Брага Геннадій Анатолійович        | 04.11.2010            | вища               | позапартійний          | фермерське господарство «Успіх», агроном                         |
| 4               | Брага Валентина Михайлівна         | 04.11.2010            | середня спеціальна | позапартійна           | приватний підприємець                                            |
| 5               | Овчиннікова Катерина Олександрівна | 04.11.2010            | вища               | позапартійна           | Чорноморська сільська рада, інспектор військово-облікового столу |
| 6               | Данільченко Юрій Миколайович       | 04.11.2010            | середня            | позапартійний          | Індивідуальна трудова діяльність                                 |
| 8               | Овчиннікова Марія Григорівна       | 04.11.2010            | середня спеціальна | позапартійна           | Чорноморська сільська рада, секретар                             |
| 11              | Демченко Наталія Володимирівна     | 04.11.2010            | середня спеціальна | позапартійна           | Чорноморська сільська рада, спеціаліст по земельним питанням     |
| 13              | Уткін Василь Пилипович             | 04.11.2010            | вища               | позапартійний          | пенсіонер                                                        |

## Населення
Згідно з переписом УРСР 1989 року чисельність наявного населення сільської ради становила 1539 осіб, з яких 683 чоловіки та 856 жінок.
За переписом населення України 2001 року в сільській раді мешкало 1599 осіб.

### Мова
Розподіл населення за рідною мовою за даними перепису 2001 року:
| Мова       | Відсоток |
| ---------- | -------- |
| українська | 92,39 %  |
| російська  | 6,42 %   |
| молдовська | 0,56 %   |
| вірменська | 0,19 %   |
| циганська  | 0,19 %   |
| інші       | 0,25 %   |